# 弗兰克·勒伯夫
弗兰克·勒伯夫（法語：Frank Leboeuf，1968年1月22日—），乃一名演員、體育評論員，曾為法國職業足球員，司職後衛，乃1998年世界杯冠軍隊成員。

## 生平
勒伯夫出身於法國低組別聯賽球會，出道早年主要都是效力一些實力較次的法甲下游球隊，如拉瓦勒和斯特拉斯堡。直到1996年他轉投英超球會車路士後，拿保夫才廣為人熟悉。他在車路士時雖然並沒有贏得英超聯賽冠軍，但也有冠軍取得，那是兩屆足總杯冠軍、一屆聯賽杯冠軍和1998年歐洲杯賽冠軍杯冠軍。
拿保夫於1998年世界杯入選世界杯大營，乃當屆冠軍隊成員之一，並於決賽上過陣。效力車路士期間，外界對於拿保夫的印象並不是在場上表現，而是在社交界方面，頻頻出席社交界活動，予人高高在上形象。
拿保夫於2001年離開車路士加盟法甲球會馬賽，隨後轉投卡塔爾聯賽，於2005年宣告退役。

## 榮譽
- 英格蘭足總杯：1997、2000
- 歐洲杯賽冠軍杯：1998
- 世界杯冠軍：1998
- 歐洲國家杯冠軍：2000